# Maure
Maure település Franciaországban, Pyrénées-Atlantiques megyében. Lakosainak száma 88 fő (2022. január 1.). Maure Escaunets, Villenave-près-Béarn, Bentayou-Sérée, Momy és Pontiacq-Viellepinte községekkel határos.

## Népesség
A település népességének változása:
| Lakosok száma | 113  | 107  | 112  | 104  | 99   | 94   | 91   | 88   | 88   |
|               | 2013 | 2015 | 2016 | 2017 | 2018 | 2019 | 2020 | 2021 | 2022 |